# Gusenburg
Gusenburg település Németországban, Rajna-vidék-Pfalz tartományban. Lakosainak száma 1114 fő (2023. december 31.). Gusenburg Hermeskeil községgel határos.

## Népesség
A település népességének változása:
| Lakosok száma | 1037 | 1135 | 1144 | 1144 | 1143 | 1114 |
|               | 1975 | 2017 | 2019 | 2021 | 2022 | 2023 |